# Cámara de Diputados de la Provincia de Catamarca
La Cámara de Diputados de la Provincia de Catamarca es la cámara baja del poder legislativo de la provincia argentina de Catamarca, compuesta por 41 diputados. La mitad de sus miembros se renueva por elección popular cada dos años para un período de cuatro años. Los diputados representan directamente al pueblo de la Provincia en distrito único.

## Composición actual (2023-2025)
| Diputado                           | Bloque | Bloque                                 | Inicio del Mandato | Fin del Mandato |
| ---------------------------------- | ------ | -------------------------------------- | ------------------ | --------------- |
| Ernesto Mario Acuña Mamerto        |        | Generación Del Cambio                  | 2023               | 2027            |
| Ana Lia del Valle Aguaisol Barbosa |        | La Libertad Avanza                     | 2023               | 2027            |
| Eduardo César Andrada              |        | Frente de Todos                        | 2021               | 2025            |
| Gustavo Ariel Aguirre              |        | Frente de Todos                        | 2021               | 2025            |
| María de los Ángeles Argerich      |        | Frente de Todos                        | 2021               | 2025            |
| Hugo Daniel Ávila                  |        | Frente Amplio Catamarqueño             | 2021               | 2025            |
| Fernando Daniel Baigorrí           |        | Movimiento de Integración y Desarrollo | 2023               | 2027            |
| María Cecilia Barros               |        | Frente de Todos                        | 2023               | 2027            |
| Carlos Adrián Nicolas Brizuela     |        | La Libertad Avanza                     | 2023               | 2027            |
| Rubén Damián Brizuela              |        | Frente de Todos                        | 2023               | 2025            |
| María Silvana Carrizo              |        | Generación Del Cambio                  | 2021               | 2025            |
| Pablo Nicolás Castro Moreno        |        | Frente de Todos                        | 2021               | 2025            |
| Enrique Luis Cesarini              |        | Propuesta Republicana                  | 2021               | 2025            |
| Hugo Alejandro Corpacci            |        | Frente de Todos                        | 2023               | 2027            |
| Juan José Denett                   |        | Frente de Todos                        | 2021               | 2025            |
| Adriana Eloísa Díaz                |        | Frente de Todos                        | 2021               | 2025            |
| Hernán Facundo Díaz                |        | Frente de Todos                        | 2023               | 2027            |
| Luis Horacio Fadel                 |        | Unión Cívica Radical                   | 2021               | 2025            |
| Noelia Paola Fedeli                |        | Frente de Todos                        | 2023               | 2027            |
| Martha Cynthia Gambarella          |        | Frente de Todos                        | 2023               | 2027            |
| María Cristina Gómez               |        | Unión Cívica Radical                   | 2021               | 2025            |
| Josefina del Valle Herr            |        | Frente de Todos                        | 2023               | 2027            |
| Natlia Vanessa Herrera             |        | Generación Del Cambio                  | 2023               | 2027            |
| Juan Carlos Ledezma                |        | Frente de Todos                        | 2023               | 2027            |
| Jonathan Federico Lencina          |        | La Libertad Avanza                     | 2023               | 2027            |
| Armando López Rodríguez            |        | Frente de Todos                        | 2023               | 2027            |
| Alfredo Ariel Marchioli            |        | Unión Cívica Radical                   | 2021               | 2025            |
| Carlos Antonio Marsilli            |        | Unión Cívica Radical                   | 2021               | 2025            |
| Maximiliano Martín Mascheroni      |        | Frente de Todos                        | 2021               | 2025            |
| Gladys del Valle Moro              |        | Frente de Todos                        | 2023               | 2027            |
| Stella Beatriz Nieva               |        | Frente de Todos                        | 2021               | 2025            |
| Claudia María Palladino            |        | Frente de Todos                        | 2021               | 2025            |
| María Alicia Paz de la Quintana    |        | Unión Cívica Radical                   | 2021               | 2025            |
| María Natalia Ponferrada           |        | Frente de Todos                        | 2023               | 2027            |
| María Alejandra Pons Bazán         |        | Unión Cívica Radical                   | 2021               | 2025            |
| Tiago Ignacio Puente Diamante      |        | Generación Del Cambio                  | 2023               | 2027            |
| Natalia Saseta                     |        | Propuesta Republicana                  | 2023               | 2027            |
| Natalia Andrea Soria               |        | Frente de Todos                        | 2021               | 2025            |
| Verónica Andrea Vallejos           |        | La Libertad Avanza                     | 2023               | 2027            |
| Mónica Olga Zalazar                |        | Frente de Todos                        | 2021               | 2025            |

## Composición histórica
| 2021-2023                         | 2021-2023 | 2021-2023             | 2021-2023          | 2021-2023       | 2021-2023 |
| Diputado                          | Bloque    | Bloque                | Inicio del Mandato | Fin del Mandato |           |
| --------------------------------- | --------- | --------------------- | ------------------ | --------------- | --------- |
| Gustavo Ariel Aguirre             |           | Frente de Todos       | 2021               | 2025            |           |
| Jorge Rubén Andersch              |           | Frente de Todos       | 2019               | 2023            |           |
| Eduardo César Andrada             |           | Frente de Todos       | 2021               | 2025            |           |
| Laura Marina Andrada              |           | Consenso Federal      | 2019               | 2023            |           |
| María de los Ángeles Argerich     |           | Frente de Todos       | 2021               | 2025            |           |
| Hugo Daniel Ávila                 |           | Unidad Ciudadana      | 2021               | 2025            |           |
| Analía Elizabeth Brizuela         |           | Frente de Todos       | 2019               | 2023            |           |
| María Silvana Carrizo             |           | Unión Cívica Radical  | 2021               | 2025            |           |
| Pablo Nicolás Castro Moreno       |           | Frente de Todos       | 2021               | 2025            |           |
| Enrique Luis Cesarini             |           | Propuesta Republicana | 2021               | 2025            |           |
| Hugo Alejandro Corpacci           |           | Frente de Todos       | 2019               | 2023            |           |
| Juan José Denett                  |           | Frente de Todos       | 2021               | 2025            |           |
| Adriana Eloísa Díaz               |           | Frente de Todos       | 2021               | 2025            |           |
| Luis Horacio Fadel                |           | Unión Cívica Radical  | 2021               | 2025            |           |
| Noelia Paola Fedeli               |           | Frente de Todos       | 2019               | 2023            |           |
| Juana Elizabeth Fernández         |           | Unión Cívica Radical  | 2019               | 2023            |           |
| Ramón Figueroa Castellanos        |           | Frente de Todos       | 2019               | 2023            |           |
| Martha Cynthia Gambarella         |           | Frente de Todos       | 2019               | 2023            |           |
| María Cristina Gómez              |           | Unión Cívica Radical  | 2021               | 2025            |           |
| María Cecilia Guerrero García     |           | Frente de Todos       | 2019               | 2023            |           |
| Julio Augusto Guzmán              |           | Frente de Todos       | 2022               | 2023            |           |
| Natlia Vanessa Herrera            |           | Unión Cívica Radical  | 2019               | 2023            |           |
| Luis María Lobo Vergara           |           | Unión Cívica Radical  | 2019               | 2023            |           |
| Armando López Rodríguez           |           | Frente de Todos       | 2019               | 2023            |           |
| Alfredo Ariel Marchioli           |           | Unión Cívica Radical  | 2021               | 2025            |           |
| Guillermo Ramón Marenco           |           | Frente de Todos       | 2019               | 2023            |           |
| Carlos Antonio Marsilli           |           | Unión Cívica Radical  | 2021               | 2025            |           |
| Maximiliano Martín Mascheroni     |           | Frente de Todos       | 2021               | 2025            |           |
| Verónica Elizabeth Mercado Jaimes |           | Frente de Todos       | 2019               | 2023            |           |
| Marcelo Adrián Murúa Palacios     |           | Frente de Todos       | 2021               | 2025            |           |
| Stella Beatriz Nieva              |           | Frente de Todos       | 2021               | 2025            |           |
| Alberto Alejandro Páez            |           | Unión Cívica Radical  | 2019               | 2023            |           |
| Claudia María Palladino           |           | Frente de Todos       | 2021               | 2025            |           |
| María Alicia Paz de la Quintana   |           | Unión Cívica Radical  | 2021               | 2025            |           |
| María Natalia Ponferrada          |           | Frente de Todos       | 2019               | 2023            |           |
| María Alejandra Pons Bazán        |           | Unión Cívica Radical  | 2021               | 2025            |           |
| Tiago Ignacio Puente Diamante     |           | Unión Cívica Radical  | 2019               | 2023            |           |
| Natalia Saseta                    |           | Propuesta Republicana | 2019               | 2023            |           |
| Natalia Andrea Soria              |           | Frente de Todos       | 2021               | 2025            |           |
| José Antonio Sosa                 |           | Unión Cívica Radical  | 2019               | 2023            |           |
| Mónica Olga Zalazar               |           | Frente de Todos       | 2021               | 2025            |           |

| 2019-2021                         | 2019-2021 | 2019-2021            | 2019-2021          | 2019-2021       | 2019-2021 |
| Diputado                          | Bloque    | Bloque               | Inicio del Mandato | Fin del Mandato |           |
| --------------------------------- | --------- | -------------------- | ------------------ | --------------- | --------- |
| Jorge Rubén Andersch              |           | Frente de Todos      | 2019               | 2023            |           |
| Laura Marina Andrada              |           | Consenso Federal     | 2019               | 2023            |           |
| Ricardo Aredes                    |           | Frente de Todos      | 2017               | 2021            |           |
| Hugo Daniel Ávila                 |           | Unidad Ciudadana     | 2017               | 2021            |           |
| Augusto Barros                    |           | Frente de Todos      | 2019               | 2022            |           |
| Analía Elizabeth Brizuela         |           | Frente de Todos      | 2019               | 2023            |           |
| Enrique Luis Cesarini             |           | Juntos por el Cambio | 2017               | 2021            |           |
| María Colombo de Acevedo          |           | Juntos por el Cambio | 2017               | 2021            |           |
| Genaro Contreras                  |           | Juntos por el Cambio | 2017               | 2021            |           |
| Hugo Alejandro Corpacci           |           | Frente de Todos      | 2019               | 2023            |           |
| Juan José Denett                  |           | Frente de Todos      | 2017               | 2021            |           |
| Adriana Eloísa Díaz               |           | Frente de Todos      | 2017               | 2021            |           |
| Noelia Paola Fedeli               |           | Frente de Todos      | 2019               | 2023            |           |
| Juana Elizabeth Fernández         |           | Juntos por el Cambio | 2019               | 2023            |           |
| Ramón Figueroa Castellanos        |           | Frente de Todos      | 2019               | 2023            |           |
| Martha Cynthia Gambarella         |           | Frente de Todos      | 2019               | 2023            |           |
| María Cecilia Guerrero García     |           | Frente de Todos      | 2019               | 2023            |           |
| Natlia Vanessa Herrera            |           | Juntos por el Cambio | 2019               | 2023            |           |
| Rubén Herrera                     |           | Juntos por el Cambio | 2017               | 2021            |           |
| Daniel Lavatelli                  |           | Frente de Todos      | 2017               | 2021            |           |
| Luis María Lobo Vergara           |           | Juntos por el Cambio | 2019               | 2023            |           |
| Armando López Rodríguez           |           | Frente de Todos      | 2019               | 2023            |           |
| Víctor Luna                       |           | Juntos por el Cambio | 2017               | 2021            |           |
| Guillermo Ramón Marenco           |           | Frente de Todos      | 2019               | 2023            |           |
| Carlos Antonio Marsilli           |           | Juntos por el Cambio | 2017               | 2021            |           |
| Verónica Elizabeth Mercado Jaimes |           | Frente de Todos      | 2019               | 2023            |           |
| Isauro Molina                     |           | Frente de Todos      | 2017               | 2021            |           |
| Francisco Monti                   |           | Juntos por el Cambio | 2017               | 2021            |           |
| Marcelo Adrián Murúa Palacios     |           | Frente de Todos      | 2017               | 2021            |           |
| Marisa Nóblega                    |           | Juntos por el Cambio | 2017               | 2021            |           |
| Alberto Alejandro Páez            |           | Juntos por el Cambio | 2019               | 2023            |           |
| María Natalia Ponferrada          |           | Frente de Todos      | 2019               | 2023            |           |
| María Alejandra Pons Bazán        |           | Juntos por el Cambio | 2017               | 2021            |           |
| Tiago Ignacio Puente Diamante     |           | Juntos por el Cambio | 2019               | 2023            |           |
| Maximiliano Rivera                |           | Frente de Todos      | 2019               | 2021            |           |
| Juan Carlos Rojas                 |           | Frente de Todos      | 2017               | 2021            |           |
| Natalia Saseta                    |           | Juntos por el Cambio | 2019               | 2023            |           |
| Natalia Andrea Soria              |           | Frente de Todos      | 2017               | 2021            |           |
| José Antonio Sosa                 |           | Juntos por el Cambio | 2019               | 2023            |           |
| Mónica Olga Zalazar               |           | Frente de Todos      | 2017               | 2021            |           |
| Armando Zavaletta                 |           | Frente de Todos      | 2017               | 2021            |           |

| 2017-2019                       | 2017-2019 | 2017-2019                        | 2017-2019          | 2017-2019       | 2017-2019 |
| Diputado                        | Bloque    | Bloque                           | Inicio del Mandato | Fin del Mandato |           |
| ------------------------------- | --------- | -------------------------------- | ------------------ | --------------- | --------- |
| Jorge Rubén Andersch            |           | Frente para la Victoria          | 2015               | 2019            |           |
| Ricardo Aredes                  |           | Frente para la Victoria          | 2017               | 2021            |           |
| Hugo Daniel Ávila               |           | Unidad Ciudadana                 | 2017               | 2021            |           |
| Augusto Barros                  |           | Frente para la Victoria          | 2015               | 2019            |           |
| Paola Bazán                     |           | Frente Cívico y Social–Cambiemos | 2015               | 2019            |           |
| Analía Elizabeth Brizuela       |           | Frente Cívico y Social–Cambiemos | 2015               | 2019            |           |
| María Silvana Carrizo           |           | Frente Cívico y Social–Cambiemos | 2015               | 2019            |           |
| Enrique Luis Cesarini           |           | Frente Cívico y Social–Cambiemos | 2017               | 2021            |           |
| María Colombo de Acevedo        |           | Frente Cívico y Social–Cambiemos | 2017               | 2021            |           |
| Genaro Contreras                |           | Frente Cívico y Social–Cambiemos | 2017               | 2021            |           |
| Juan José Denett                |           | Frente para la Victoria          | 2017               | 2021            |           |
| Adriana Eloísa Díaz             |           | Frente para la Victoria          | 2017               | 2021            |           |
| Noelia Paola Fedeli             |           | Frente para la Victoria          | 2015               | 2019            |           |
| Juana Elizabeth Fernández       |           | Frente Cívico y Social–Cambiemos | 2015               | 2019            |           |
| María Cecilia Guerrero García   |           | Frente para la Victoria          | 2015               | 2019            |           |
| María Macarena Herrera          |           | Frente para la Victoria          | 2015               | 2019            |           |
| Rubén Herrera                   |           | Frente Cívico y Social–Cambiemos | 2017               | 2021            |           |
| Fernando Jalil                  |           | Frente para la Victoria          | 2015               | 2019            |           |
| Daniel Lavatelli                |           | Frente para la Victoria          | 2017               | 2021            |           |
| Luis María Lobo Vergara         |           | Frente Cívico y Social–Cambiemos | 2015               | 2019            |           |
| Armando López Rodríguez         |           | Frente para la Victoria          | 2015               | 2019            |           |
| Víctor Luna                     |           | Frente Cívico y Social–Cambiemos | 2017               | 2021            |           |
| Rubén Manzi                     |           | Frente Cívico y Social–Cambiemos | 2015               | 2019            |           |
| Carlos Antonio Marsilli         |           | Frente Cívico y Social–Cambiemos | 2017               | 2021            |           |
| Isauro Molina                   |           | Frente para la Victoria          | 2017               | 2021            |           |
| Carlos Molina Olveira           |           | Frente Cívico y Social–Cambiemos | 2015               | 2019            |           |
| Francisco Monti                 |           | Frente Cívico y Social–Cambiemos | 2017               | 2021            |           |
| Marcelo Adrián Murúa Palacios   |           | Frente para la Victoria          | 2017               | 2021            |           |
| Hugo Navarro                    |           | Frente Tercera Posición          | 2015               | 2019            |           |
| Marisa Nóblega                  |           | Frente Cívico y Social–Cambiemos | 2017               | 2021            |           |
| María Alejandra Pons Bazán      |           | Frente Cívico y Social–Cambiemos | 2017               | 2021            |           |
| Marcelo Rivera                  |           | Frente para la Victoria          | 2017               | 2017            |           |
| Juan Carlos Rojas               |           | Frente para la Victoria          | 2017               | 2021            |           |
| Verónica Rodríguez Calascibetta |           | Frente Cívico y Social–Cambiemos | 2015               | 2019            |           |
| Luis Saadi                      |           | Frente para la Victoria          | 2015               | 2019            |           |
| Sergio Saracho                  |           | Frente para la Victoria          | 2015               | 2019            |           |
| Horacio Sierralta               |           | Frente para la Victoria          | 2015               | 2019            |           |
| Natalia Andrea Soria            |           | Frente para la Victoria          | 2017               | 2021            |           |
| Jorge Sosa                      |           | Frente Cívico y Social–Cambiemos | 2015               | 2019            |           |
| Mónica Olga Zalazar             |           | Frente para la Victoria          | 2017               | 2021            |           |
| Armando Zavaletta               |           | Frente para la Victoria          | 2017               | 2021            |           |